# Grimmaische Straße
Die Grimmaische Straße ist eine Straße in der Innenstadt von Leipzig und verbindet den Markt mit dem Augustusplatz. Sie wurde 1839 nach dem 1421 erstmals erwähnten Grimmaischen Tor, dem Richtungstor nach Grimma, benannt. Davor hieß sie Grimmaische Gasse und war die Hauptstraße des Grimmaischen Viertels. Heute ist sie eine stark frequentierte Fußgängerzone in 1A-Lage mit Kaufhäusern, Geschäften, Gastronomie, Hotels, einem Museum und der Universität als Anlieger.

## Lage und Beschreibung

### Lage im Stadtraum

Lage der Grimmaischen Straße als mittlere Ost-West-Verbindung innerhalb des Innenstadtrings

Die Grimmaische Straße (amtlicher Straßenschlüssel 01017) befindet sich innerhalb des Innenstadtrings und führt vom Markt, der als Mittelpunkt der Stadt angesehen wird, in östliche Richtung, nicht ganz gerade, sondern leicht nach Südosten gebogen. Vom Markt aus gesehen, verläuft sie zunächst entlang des nördlich angrenzenden Naschmarkts. Diesem gegenüber liegt auf der südlichen Straßenseite ein Gebäudekomplex mit einem Passagensystem, darin die Mädlerpassage mit Auerbachs Keller. Weiter nach Osten quert die Grimmaische Straße zunächst eine Kreuzung mit einer Straße namens Neumarkt nach Süden und Reichsstraße nach Norden und danach eine Kreuzung mit der Universitätsstraße nach Süden und der Nikolaistraße nach Norden. Der anschließende östliche Teil der Grimmaischen Straße wird auf der Südseite vom Campus der Universität geprägt, der Mitte der 2000er Jahre neu gebaut wurde. Die Bebauung befindet sich jetzt wieder auf der alten Bauflucht, womit die Straßenaufweitung der 1970er Jahre um bis zu 25 Meter zurückgenommen wurde. Passend zum Charakter als Geschäftsstraße und zur Bebauung auf der Nordseite befinden sich auch in den Universitätsgebäuden auf der Südseite durchgängig Geschäfte im Erdgeschoss. Bevor der Augustusplatz erreicht wird, mündet von Norden die Ritterstraße. Die Einmündung in den Augustusplatz wird durch einen Neubau in Nachfolge des Café Felsche auf der Fläche, auf der ehemals das Grimmaische Tor stand, räumlich gefasst. Jenseits des Augustusplatzes findet die Grimmaische Straße ihre Fortsetzung im Grimmaischen Steinweg.

### Gestaltung des Straßenraums
Die Straßenoberfläche wurde von 2007 bis 2010 in zwei Bauabschnitten saniert und neu gestaltet, der 2. Bauabschnitt im Osten unmittelbar im Anschluss an die Hochbaumaßnahmen der Universität. Die Fläche vor dem 2009 fertig gestellten Institutsgebäude der Wirtschaftswissenschaftlichen Fakultät wurde dabei mit einer „steinernen Landschaft“ mit zwei integrierten Wasserspielen versehen. Der Entwurf des Büros treibhaus landschaftsarchitektur wurde im Rahmen eines Gutachterverfahrens unter Beteiligung einer Kinderjury ausgewählt und realisiert. Weitere Einbauten in der als Fußgängerzone gestalteten Straße gibt es nicht außer den beiden Kunstobjekten Der Jahrhundertschritt von Wolfgang Mattheuer (1927–2004) vor dem Zeitgeschichtlichen Forum und Unzeitgemäße Zeitgenossen von Bernd Göbel (* 1942) nahe dem östlichen Straßenende.

Kunstobjekte
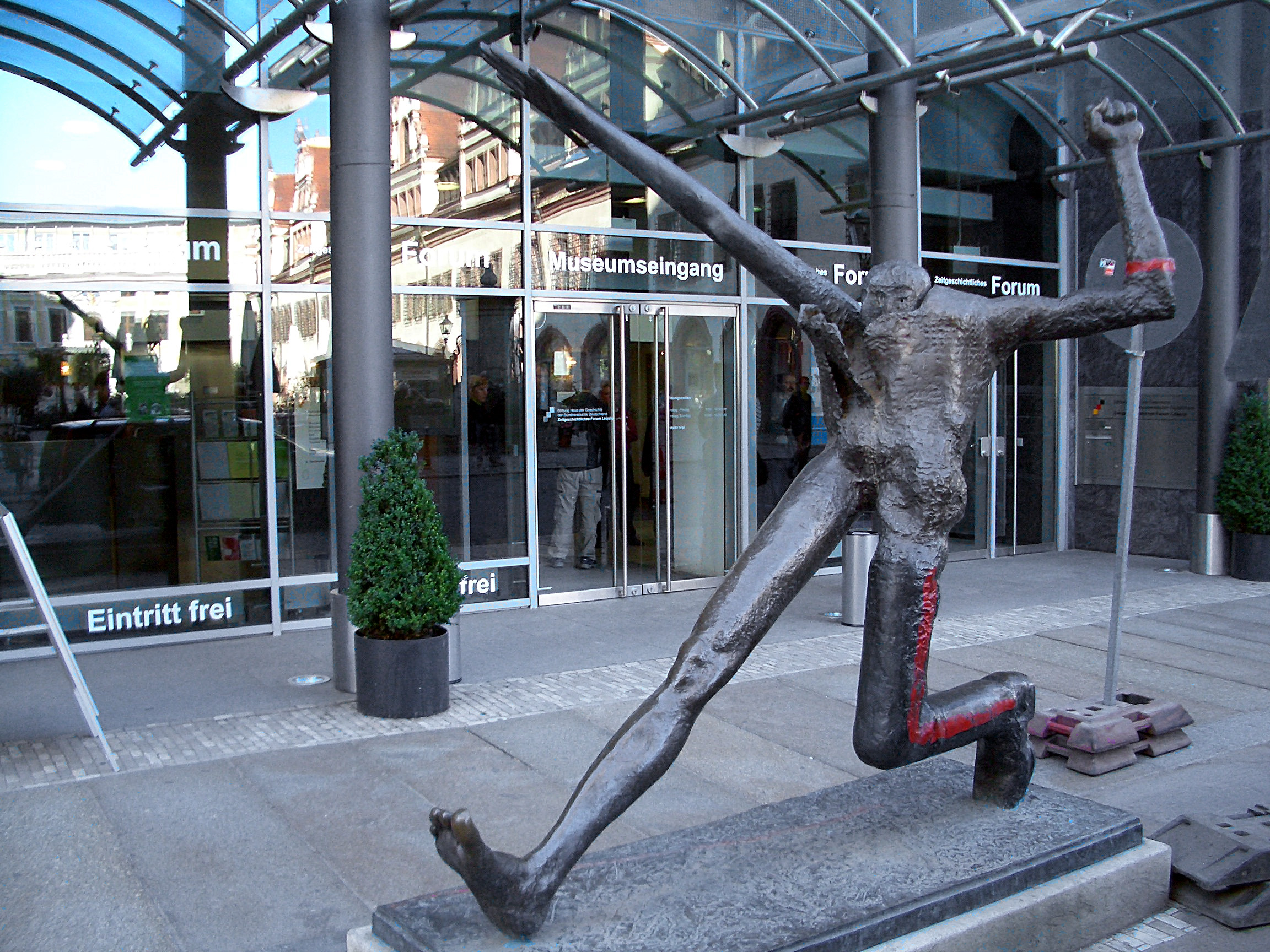
Plastik „Der Jahrhundertschritt“ (2005)
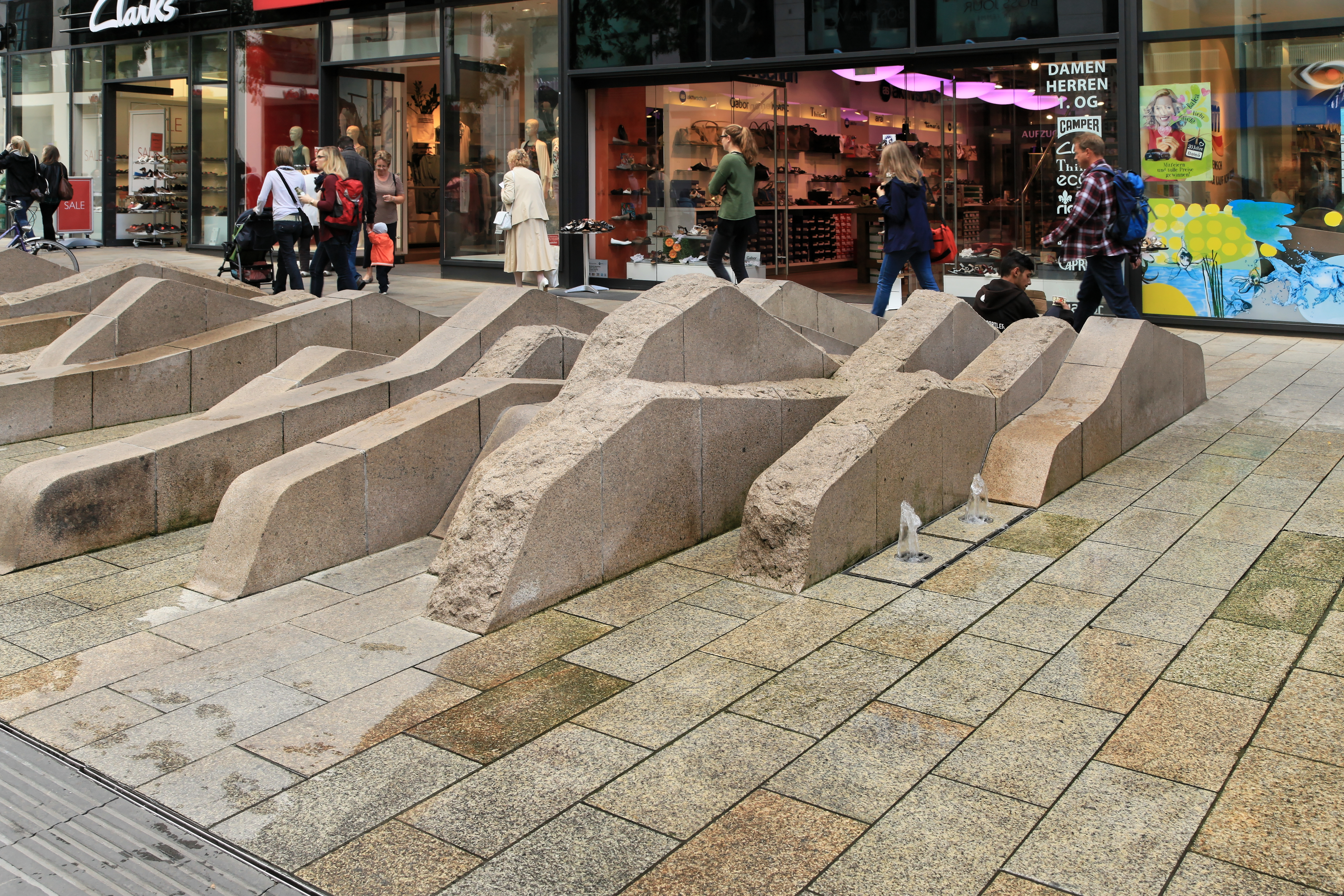
Wasserspiele „Spielen am Wege“ (2015)
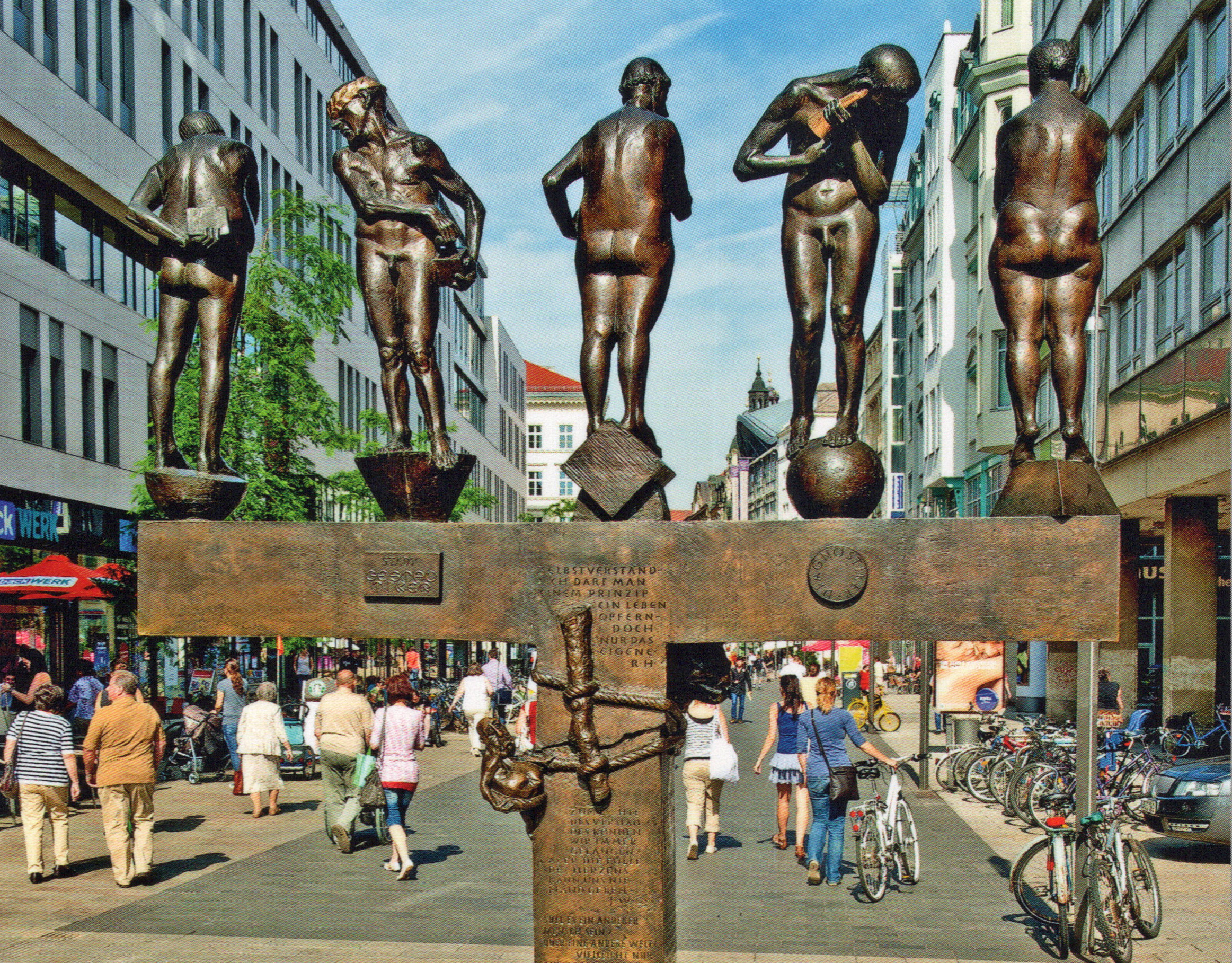
Plastik „Unzeitgemäße Zeitgenossen“ (2012)

### Öffentliche Verkehrsmittel
Mit öffentlichen Verkehrsmitteln ist die Grimmaische Straße über die Straßenbahnhaltestellen am Augustusplatz im Osten sowie die unterirdische S-Bahn-Station Markt im Westen zu erreichen. Direkt in der Grimmaischen Straße fährt seit 1951 keine Straßenbahn mehr.

## Geschichte

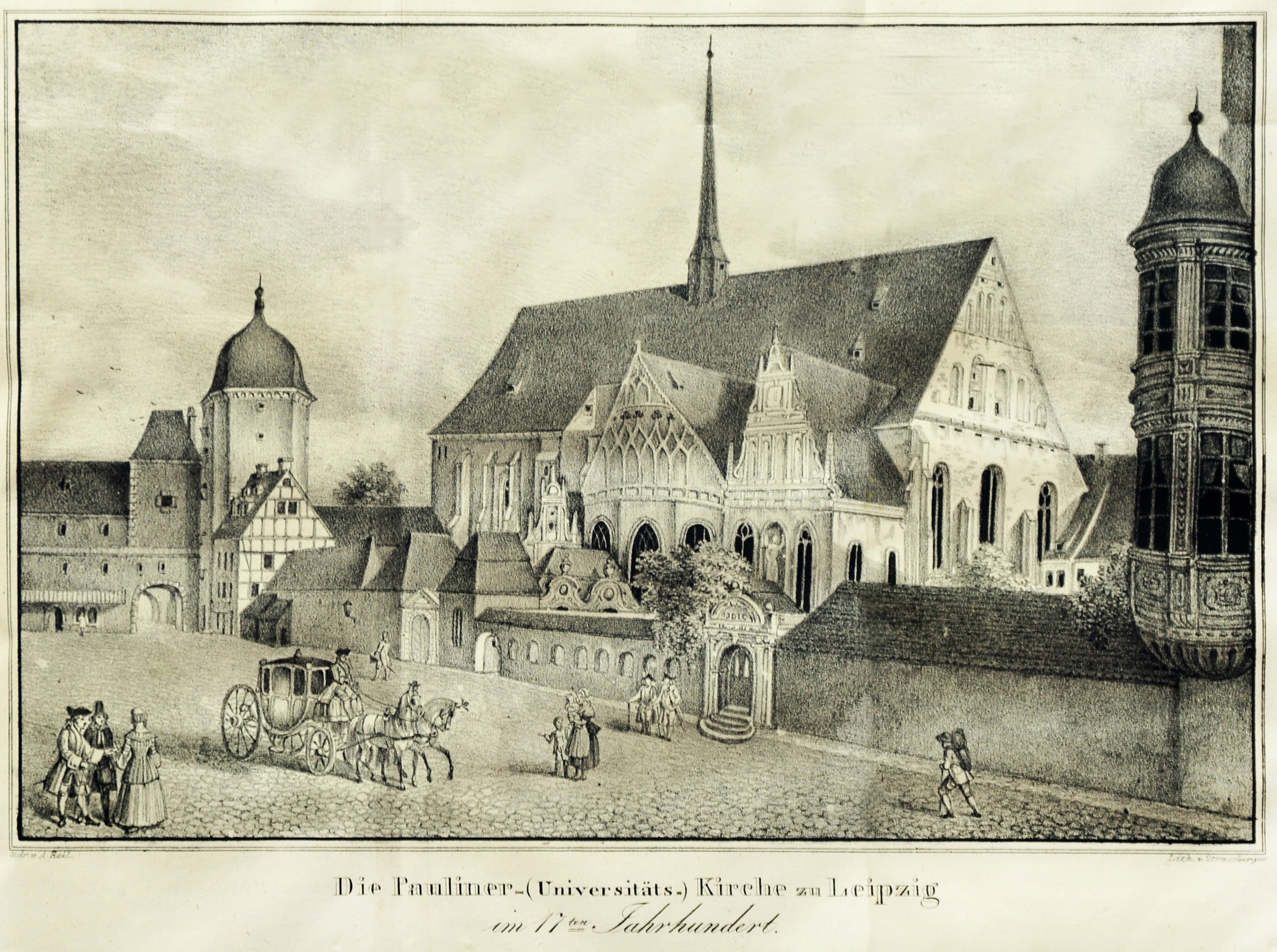
Östliches Ende der Grimmaischen Straße im 17. Jahrhundert mit der Paulinerkirche und dem Eingang zum Botanischen Garten. Links das Grimmaische Tor, rechts der Erker des Fürstenhauses

Die Grimmaische Straße, zuvor Grimmaische Gasse, war seit dem Mittelalter Teil des innerstädtischen Verlaufs der Altstraße Via regia, die als Handels- und Heerstraße Leipzig durchquerte. Außerdem war sie die Hauptstraße des Grimmaischen Viertels, eines der vier Viertel im historischen Stadtkern von Leipzig. Deutlich wird ihre Funktion als Handelsstraße auch daran, dass ganz in der Nähe der Straße die Nikolaikirche steht. St. Nikolaus galt als der Schutzpatron unter anderem der Reisenden und Händler. Die zweite Kirche im Umfeld der Grimmaischen Straße war die Paulinerkirche, die sich unmittelbar am östlichen Abschnitt der Stadtmauer mit dem Grimmaischen Tor befand. Das Grimmaische Tor war durch einen Wehrturm ertüchtigt, der in späteren Zeiten der städtische Schuldturm wurde.

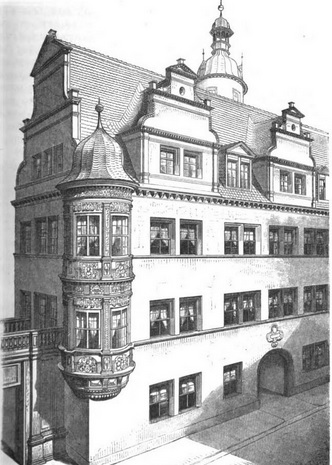
Das Fürstenhaus 1872, heute diagonal gegenüber am Neubau in der Grimmaischen Straße 17 eine Kopie des östlichen Erkers des 1943 zerstörten Hauses

Durch das Grimmaische Tor und die Grimmaische Straße verlief der Fernhandel mit Osteuropa. Fell- und Pelzhandel hatte eine enorme wirtschaftliche Bedeutung für die Leipziger Messe. Die Transporte aus Schlesien (Breslau), Kiew und Moskau rollten via Görlitz über die Grimmaische Straße zum Markt oder zwecks Verarbeitung und Verkauf zum Brühl. Aus Osteuropa kamen auch andere Rohstoffe wie Kupfer, Silber, Holz, Wolle, Tuche, Leder und Vieh. Auch der Handel für die Versorgung der Stadt mit Nahrungsgütern aus den östlich der Stadt gelegenen Vorstädten und Dörfern lief über diese Straße. Vor allem vom Fernhandel profitierend befanden sich in der Grimmaischen Straße Gaststätten und Herbergen. Die Häuser waren zumeist noch in Fachwerkbauweise aufgeführt. Eine Ausnahme machte das 1558 von Baumeister Paul Widemann († 1568) für den Ratsherrn Georg Roth († 1594) errichtete steinerne Fürstenhaus an der Ecke der heutigen Universitätsstraße. Als das Fürstenhaus 1658 zur Universität kam, richtete diese auf dem zugehörigen Grundstück ihren Botanischen Garten neu ein, der sich zuvor im ehemaligen Kräutergarten des Dominikanerklosters befunden hatte. Der Botanische Garten war nunmehr für alle zugänglich und damit die erste öffentliche Grünfläche der Innenstadt.

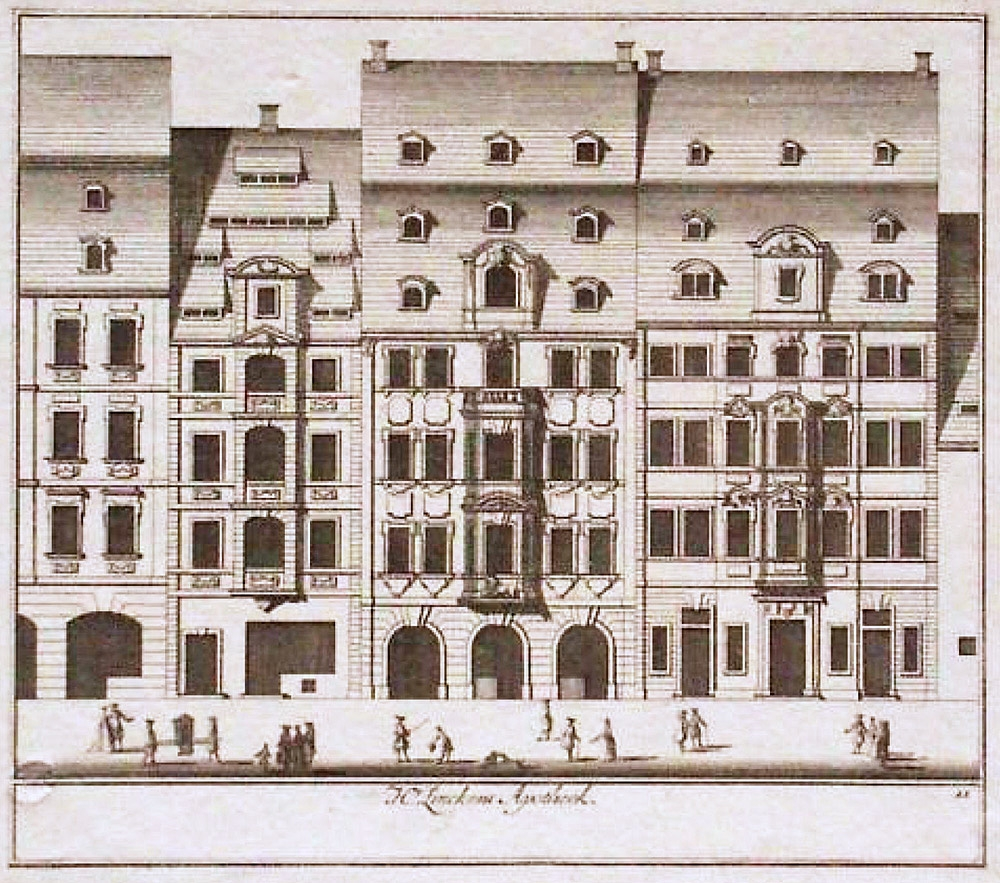
Apotheke Zum goldenen Löwen im Linckschen Haus (um 1710)

Seit 1592 befand sich die Löwen-Apotheke, die älteste der Stadt, in der Grimmaischen Straße 15. Ihr späterer Besitzer, Heinrich Linck (1638–1717), verlegte sie nach deren Kauf 1686 in sein Haus Grimmaische Straße 22, das er 1705/1706 als Barockbau neu aufführen ließ. Das Haus wurde während der Luftangriffe auf Leipzig wie auch andere Gebäude in der Innenstadt zerstört und zu DDR-Zeiten durch einen Neubau an der Ecke Nikolaistraße ersetzt.

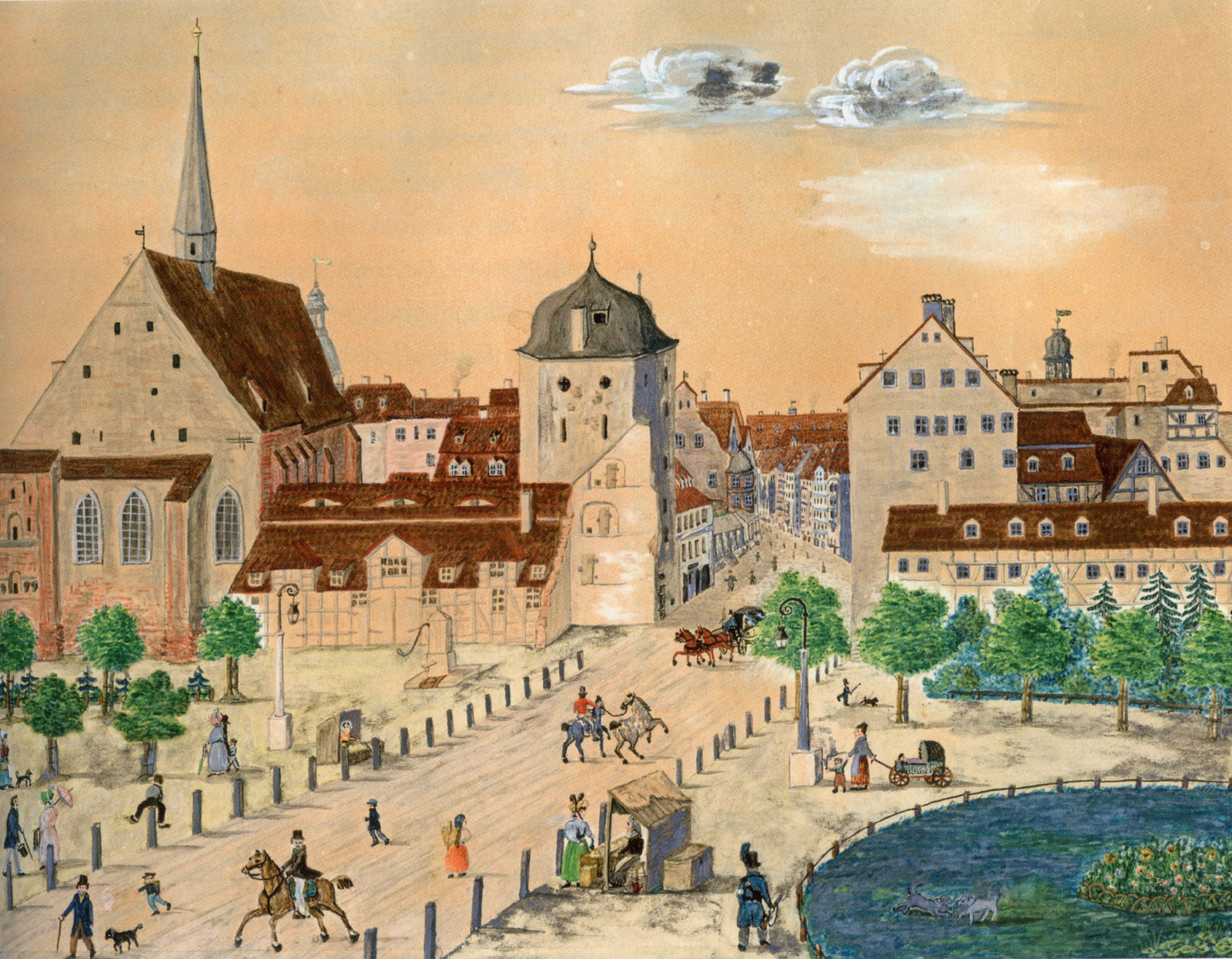
Ansicht 1831 vom Augustusplatz stadteinwärts: Das Grimmaische Tor ist abgerissen, der Schuldturm steht noch

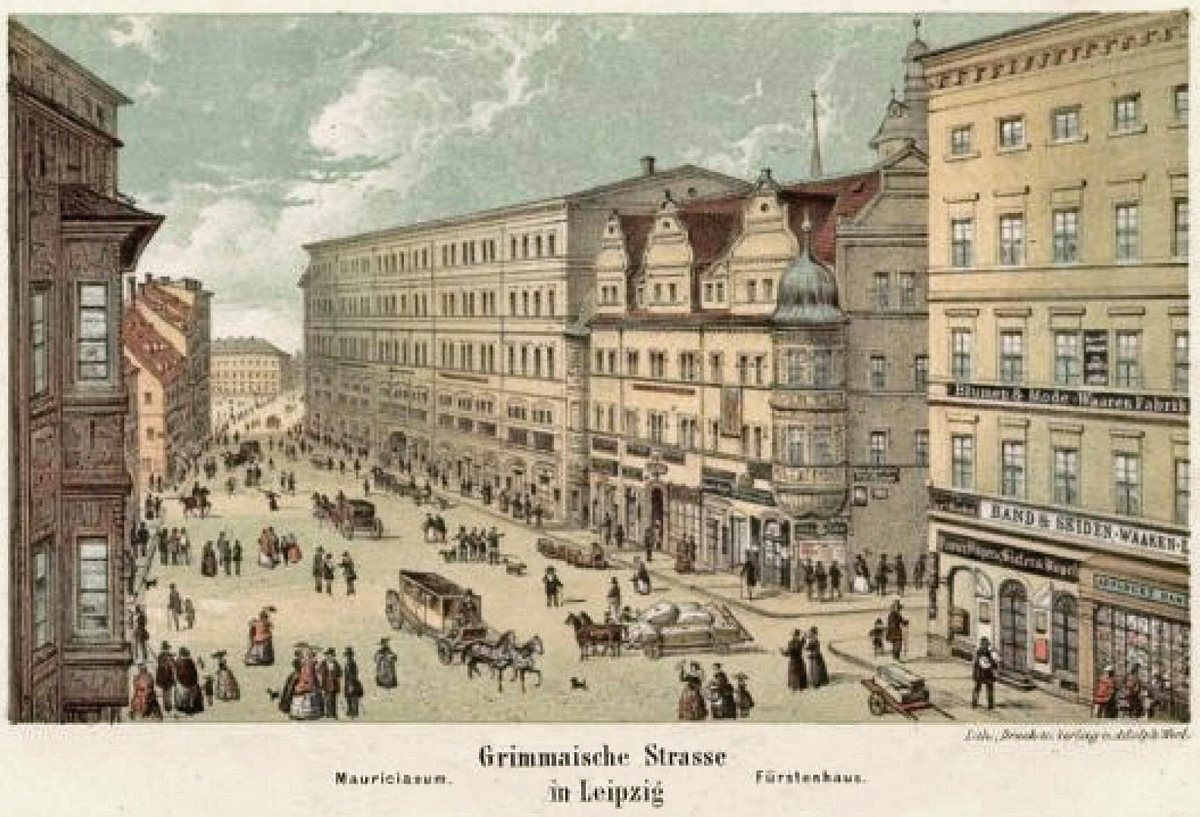
Die Grimmaische Straße um 1850 mit Mauricianum und Fürstenhaus

Mit der beginnenden Entfestigung der Innenstadt nach dem Siebenjährigen Krieg, die mit dem Abriss des Grimmaischen Tors 1831 für die Grimmaische Straße ihren Abschluss fand, änderte sich auch der Charakter der Straße. Bereits 1824 hatte die Aufhebung des Torreglements weitreichende Folgen, da sich nun die innerstädtische Straße der Konkurrenz der Vorstädte stellen musste. Die Herbergen wurden durch die größeren und bequemeren Hotels außerhalb der Innenstadt verdrängt und teilweise abgerissen. Stattdessen errichteten Kaufleute Geschäftshäuser. Die Grimmaische Straße mutierte zur Geschäftsstraße. An diesem Boom wollte auch die Universität partizipieren. Sie verlegte den Botanischen Garten 1806 auf das Gelände hinter der Wasserkunst am Pleißemühlgraben und ließ zwischen Fürstenhaus und Grimmaischem Tor ein einstöckiges Gebäude mit vorgesetztem schmalem Säulengang errichten, die Colonnaden, deren einzelne Einheiten an Kaufleute und Handwerker vermietet wurden. Die Colonnaden wurden 1849 durch ein von Albert Geutebrück (1801–1868) entworfenes vierstöckiges Gebäude ersetzt, dem Mauricianum, von welchem Erdgeschoss und Mezzanin an Geschäftsleute vermietet wurden.
Etwa ab Mitte des 19. Jahrhunderts setzte wie in der ganzen Innenstadt auch in der Grimmaischen Straße ein Bauboom ein, der sich in der Gründerzeit verstärkte. Die Straße war nunmehr wegen ihrer zentralen Lage eine vornehme Adresse für Bürgerhäuser, Geschäfte und Läden. Zeitgleich mit dem Übergang zur Leipziger Mustermesse wurde 1898 das erste Messehaus in der Straße, der Reichshof, errichtet. Diesem folgten nach der Jahrhundertwende weitere Messepaläste.

## Bebauung auf der Nordseite
Ungerade Hausnummern, ausgehend vom Markt

### Grimmaische Straße 1 bis 7, Handelshof
Der massige Baukörper des Handelshofs wurde 1908 bis 1909 als Messepalast errichtet, erstreckt sich über einen ganzen Straßenblock und beherbergt nach seiner Sanierung Anfang der 2000er Jahre Geschäfte und Restaurants und in dem von der Grimmaischen Straße abgewandten Teil am Salzgäßchen ein Steigenberger Grand Hotel.

### Reichsstraße 2 / Grimmaische Straße, Reichshof
1898 ebenfalls als Messepalast fertiggestellt, hat der Reichshof mit neobarockem Dekor seine Adresse zwar in der Reichsstraße, wurde aber 1904 um das Grundstück Grimmaische Straße 9 bis 11 mit einem Jugendstilbau erweitert. Heute ist es ein Geschäftshaus mit einer imposanten Ecke mit einem Laternenaufbau.

### Grimmaische Straße 13 / 15, Hansahaus
Das heutige Hansahaus mit seiner Passage zum Specks Hof war ebenfalls seit Anfang des 20. Jahrhunderts ein Messepalast, der 1943 von Bomben getroffen und 1958/59 und dann noch einmal 1997 umgebaut wurde. Es ist heute ein Geschäfts- und Bürohaus.

### Grimmaische Straße 17, Fürstenhauserker
Der Erker des Fürstenhauses aus der Zeit der Sächsischen Renaissance wurde 1986 als Kopie am Wohnungsneubau in der Grimmaischen Straße 17 angebracht. Das im Zweiten Weltkrieg zerstörte Fürstenhaus befand sich von 1558 bis 1943 schräg gegenüber an der Ecke Grimmaische Straße / Universitätsstraße.

### Goethestraße 1 / Grimmaische Straße, Königsbau
Der Königsbau aus den 1910er Jahren an der Ecke zum Augustusplatz hat die Adresse Goethestraße 1, liegt mit einer Seite aber an der Grimmaischen Straße. Er beherbergte das Kaufhaus Bamberger & Hertz, das in der Reichspogromnacht 1938 in Brand gesetzt wurde. Heute (2023) befinden sich dort eine Filiale der Targo-Bank, Geschäfte und Büros.

Bauten an der Nordseite
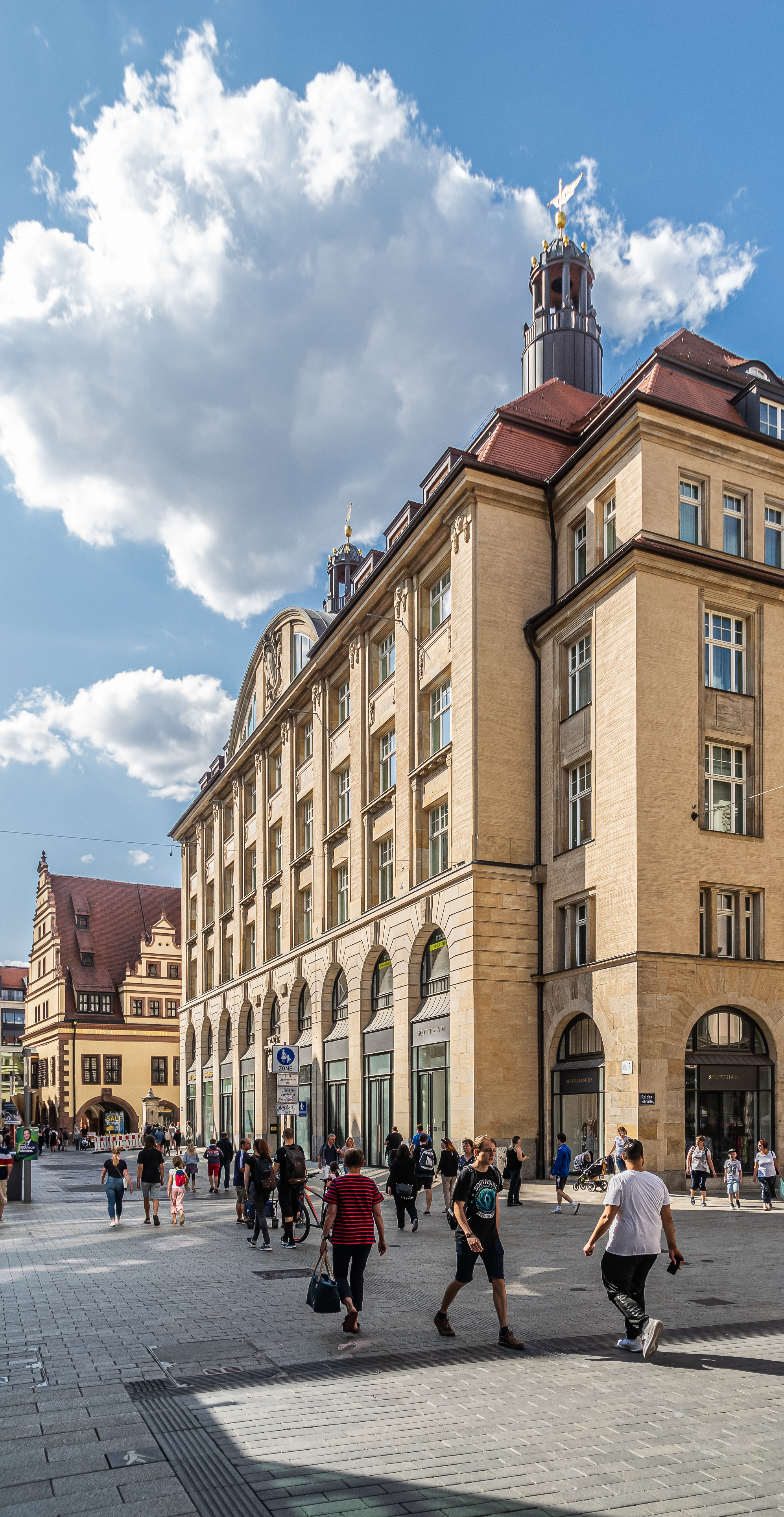
Handelshof und Grimmaische Straße (2019)
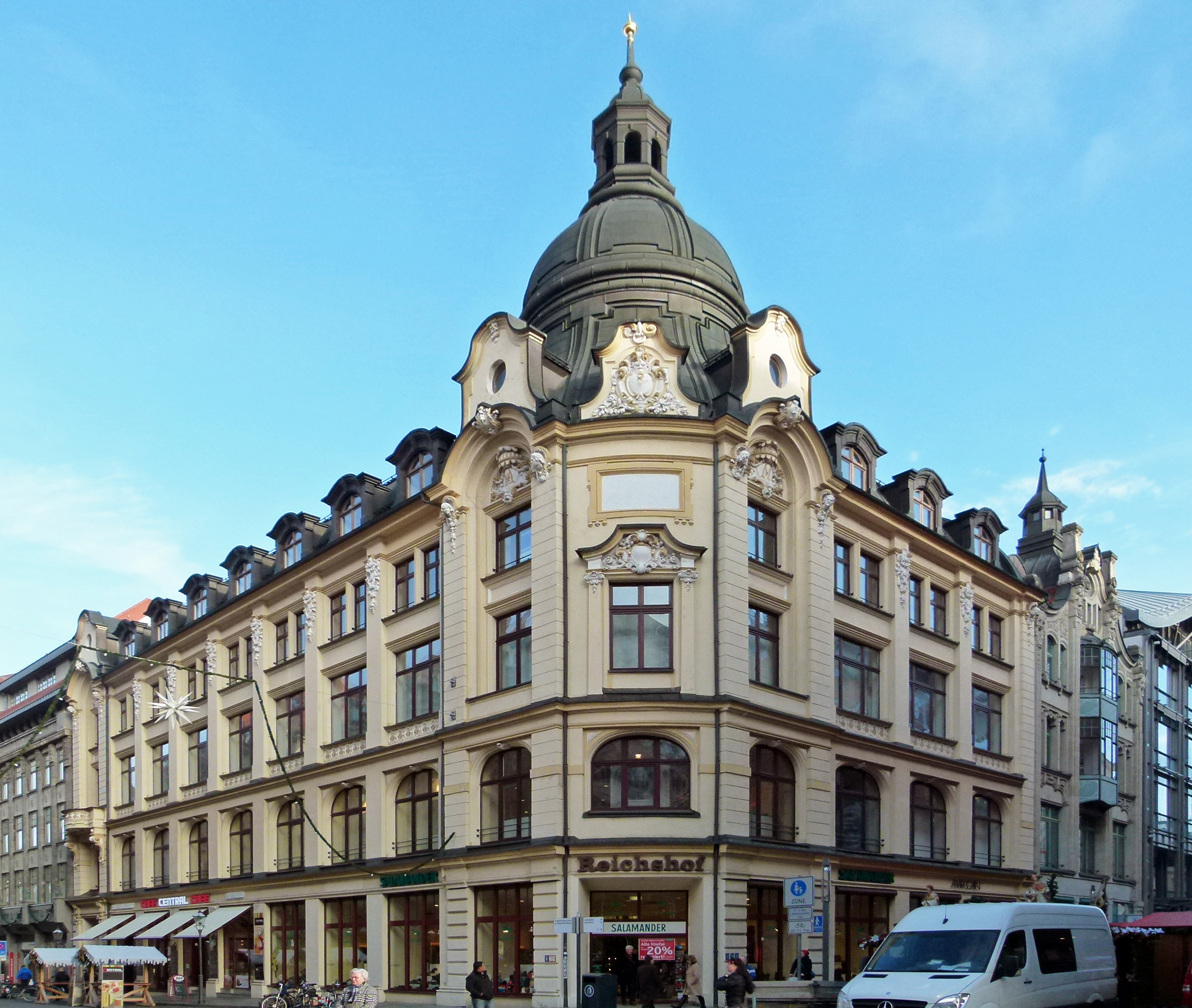
Reichshof, rechts die Grimmaische Straße (2012)
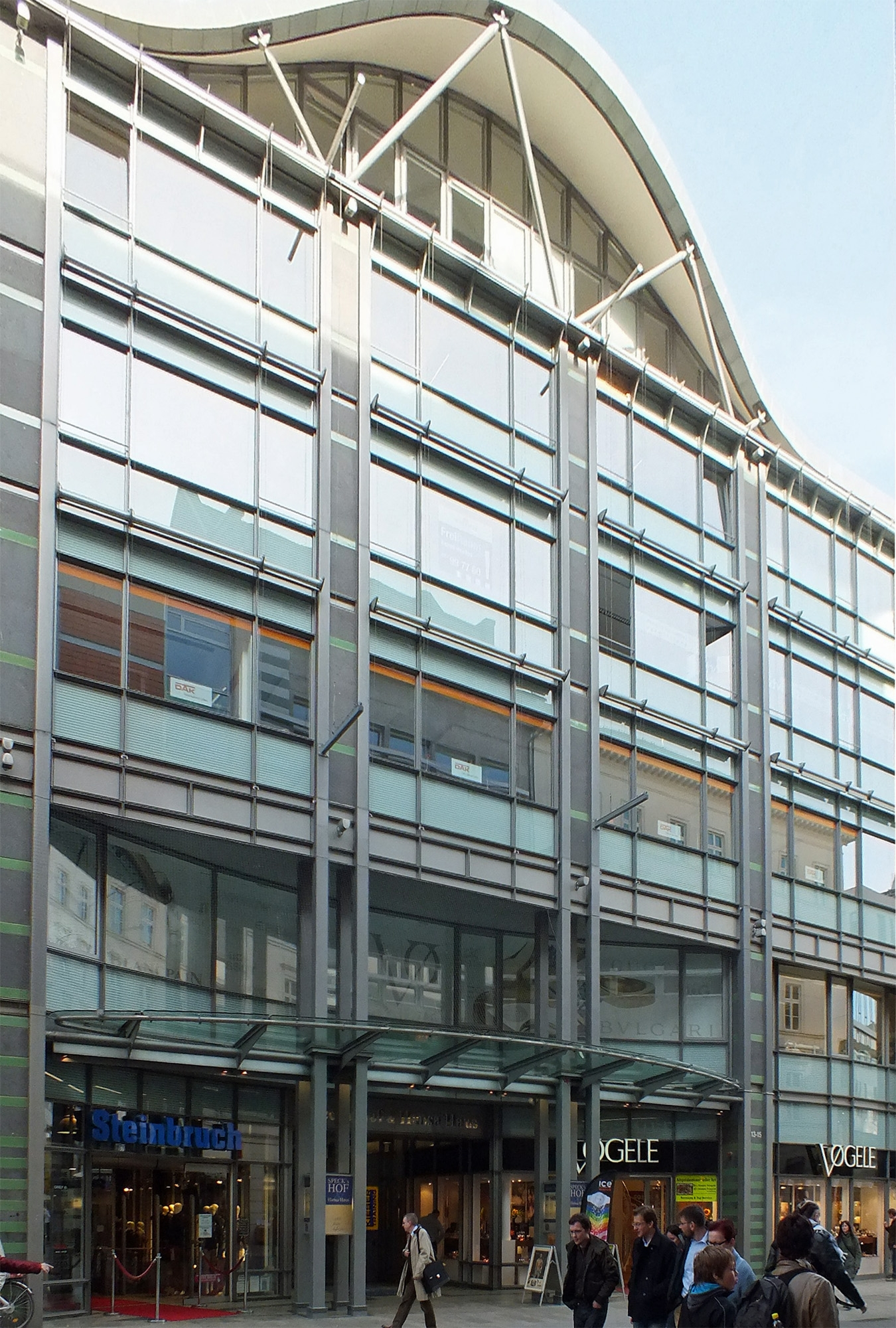
Hansa-Haus (2011)
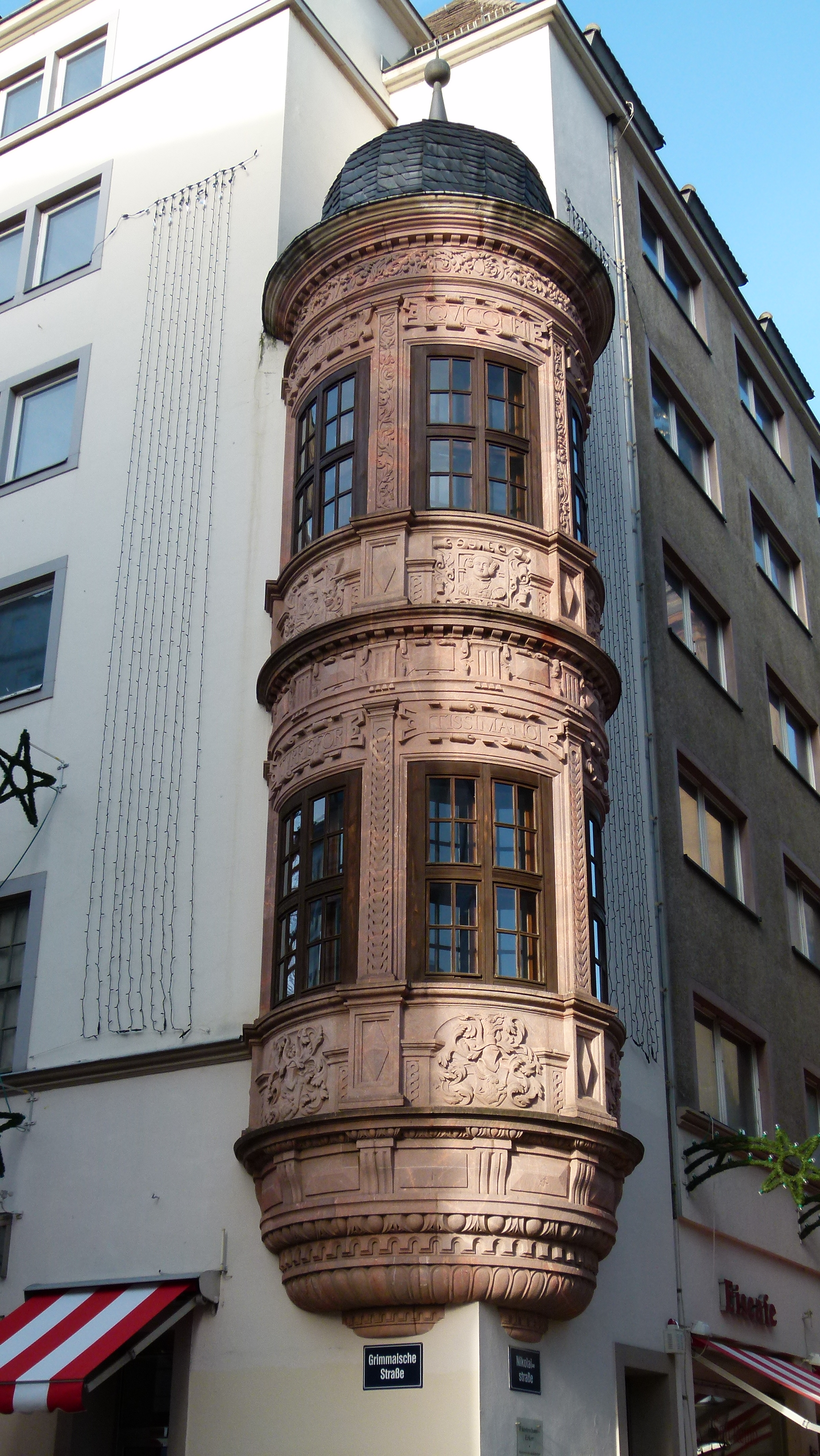
Fürstenhauserker Grimmaische Straße 17 (2012)
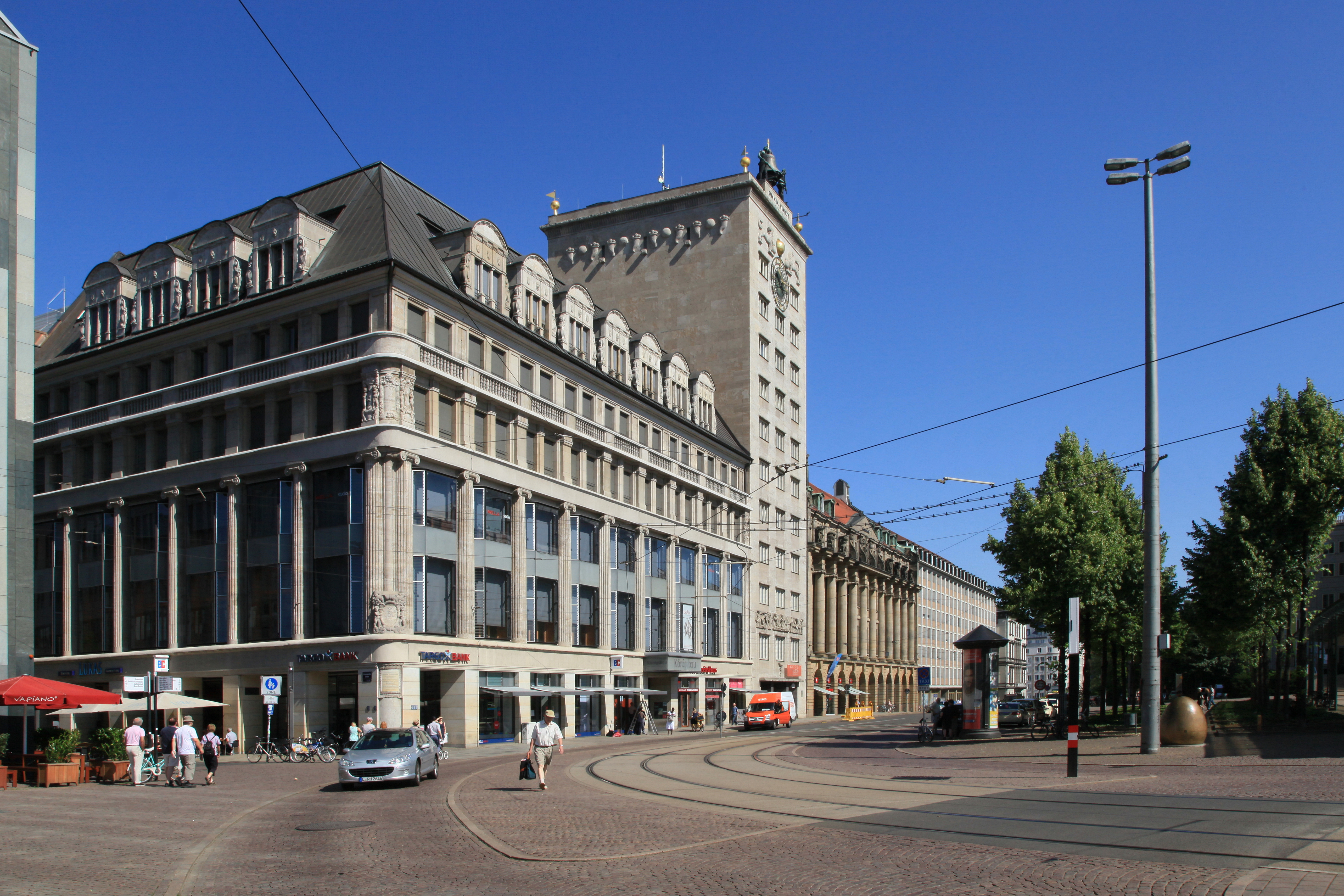
Königsbau an der Ecke Grimmaische Straße (links) / Goethestraße (rechts) (2015)

## Bebauung auf der Südseite
Gerade Hausnummern, ausgehend vom Markt

### Grimmaische Straße 2 / 4, Mädlerpassage
Den Passageneingang zur Mädlerpassage (1912 bis 1914) bildet an der Grimmaischen Straße ein bis ins 1. Obergeschoss reichendes Rundbogenportal. Der Gebäudekomplex war im 20. Jahrhundert mit der Messe verbunden, bevor er von 1995 bis 1997 umfangreich saniert wurde und danach weiterhin von Geschäften und Gastronomie, darunter Auerbachs Keller, genutzt wird.

### Grimmaische Straße 6–12, Zentralmessepalast
Zu diesem Gebäudekomplex zwischen Grimmaischer Straße und Neumarkt gehört nicht nur der Bau mit dem hohen Staffelgiebel in Renaissancetradition (Messepalast erbaut 1912 bis 1914, umgebaut 1996 bis 1998), sondern auch die Hausnummer 6 mit dem 1999 eröffneten Museum Zeitgeschichtliches Forum, eine Dependance des Hauses der Geschichte der Bundesrepublik Deutschland, sowie die Hausnummer 8 mit einem Sportkaufhaus.

### Neumarkt 1 / Grimmaische Straße, Galeria Kaufhof
Das auf einer Kriegsbrache von 1999 bis 2001 neu gebaute Kaufhaus hat die Adresse Neumarkt 1, liegt mit seiner Nordseite aber an der Grimmaischen Straße. Nachdem Anfang 2023 vom Konzern bereits die Schließung angekündigt wurde, blieb es dann aber doch erhalten.

### Grimmaische Straße, Institutsgebäude
Zum 600-jährigen Jubiläum der Universität Leipzig im Jahre 2009 wurde ihr Innenstadtcampus am Augustusplatz neu gestaltet. Dabei wurde auch der Neubau des Institutsgebäudes der Wirtschaftswissenschaftlichen Fakultät mit einer langen Fassade und Ladengeschäften an der Grimmaischen Straße neu errichtet.

### Augustusplatz 11 / Grimmaische Straße, Nachfolgebau des Café Felsche
Für das 1943 zerstörte Café Felsche (bis 1914 Café français) wurde von 2008 bis 2009 ein Nachfolgebau errichtet, mit einem Cafè des Systemgastronomen Vapiano in den beiden unteren Geschossen.

Bauten an der Südseite
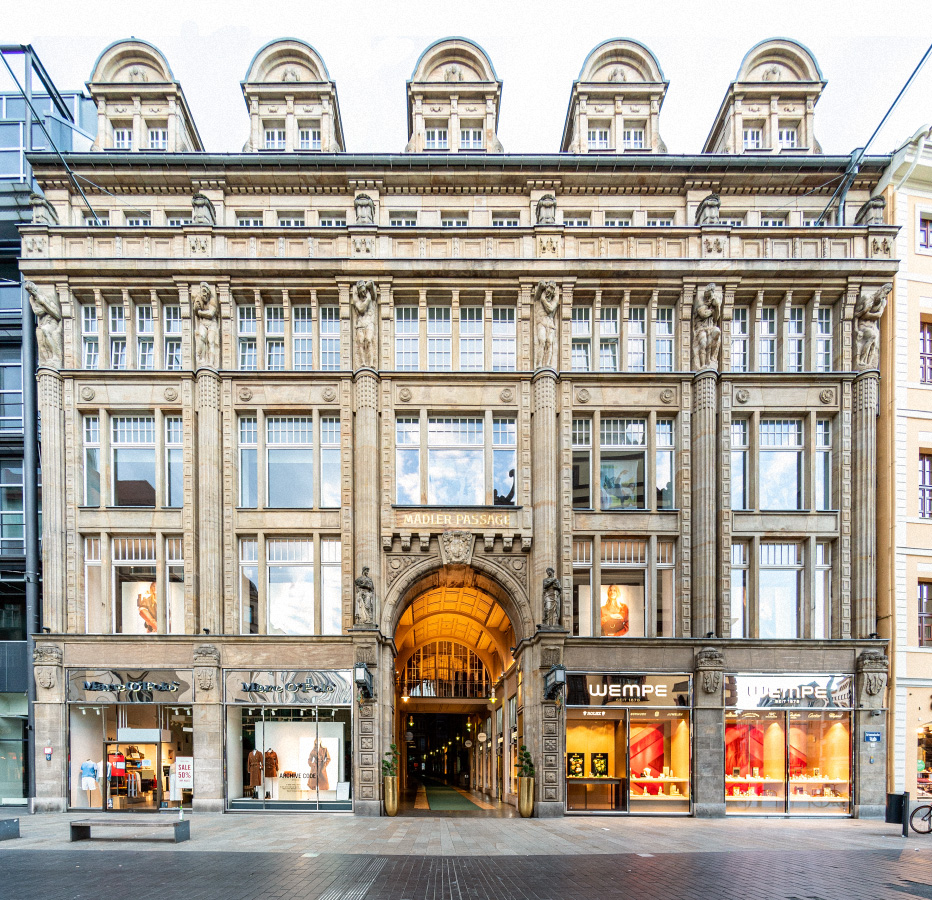
Grimmaische Straße 2 / 4 mit Eingang zur Mädler-Passage (2020)
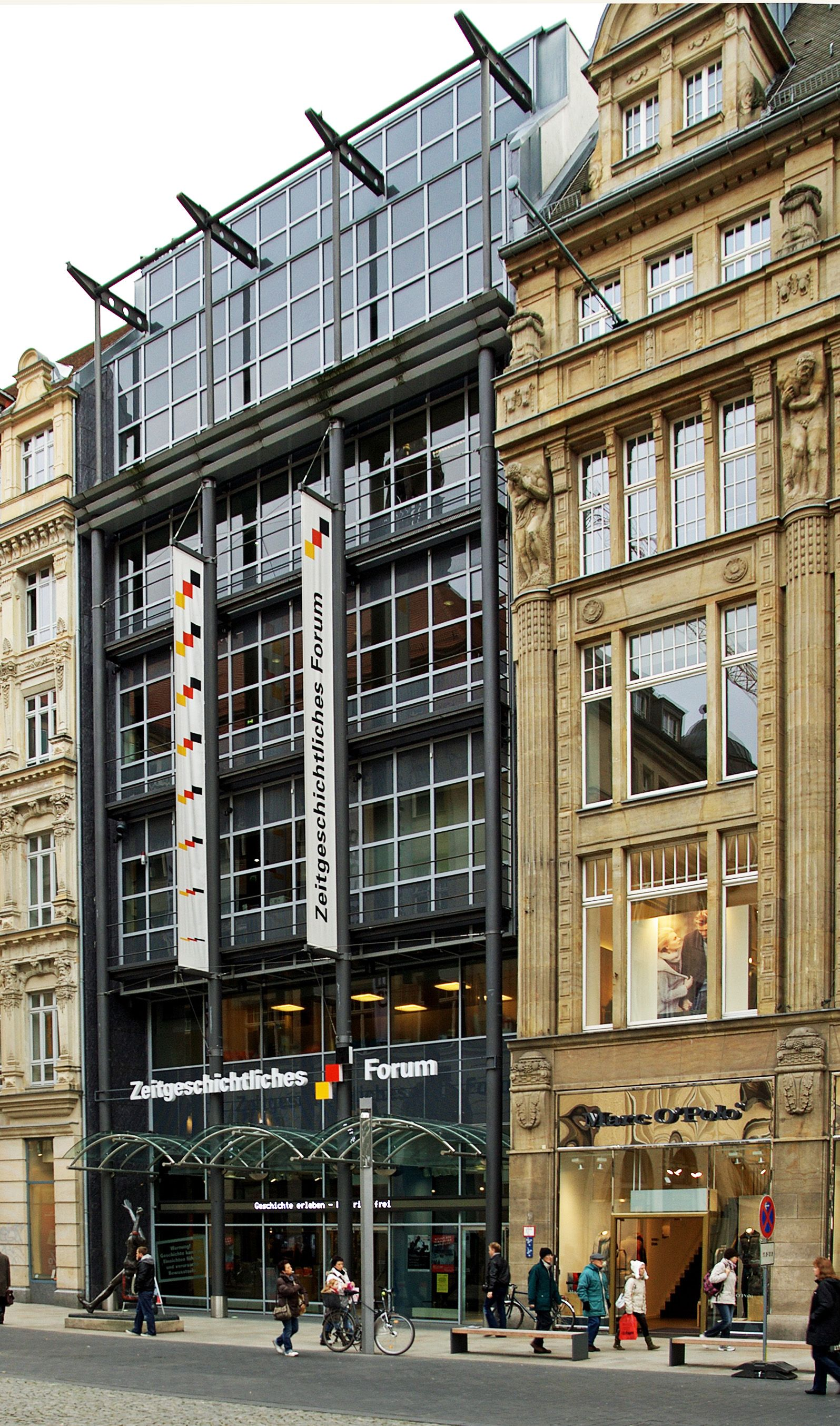
Zeitgeschichtliches Forum (2009)
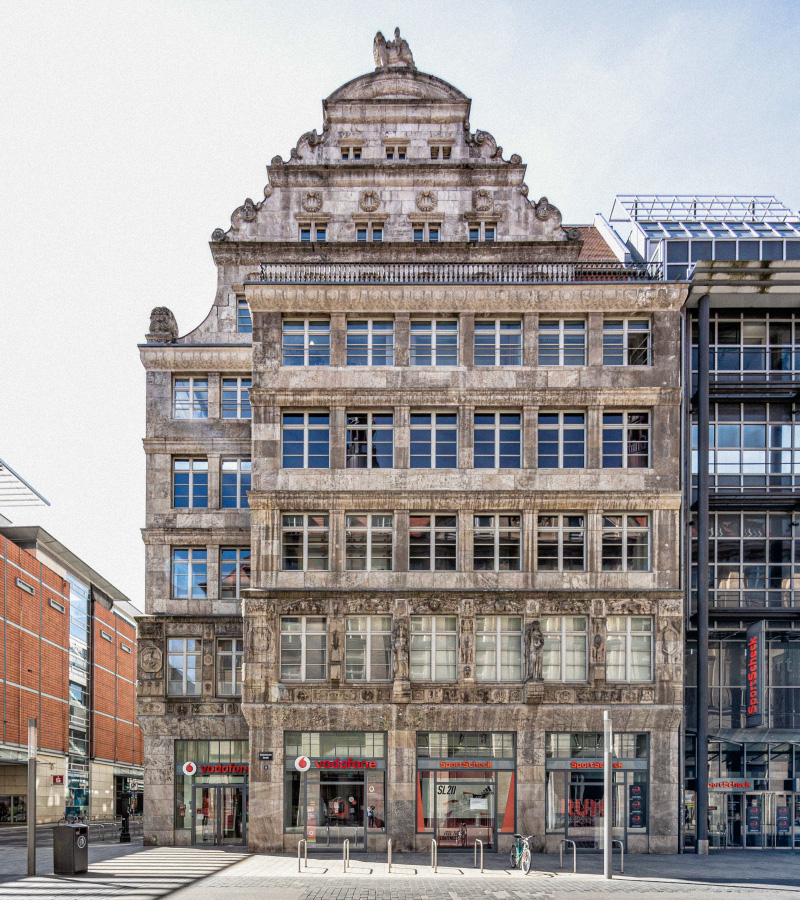
Zentralmessepalast (2020)
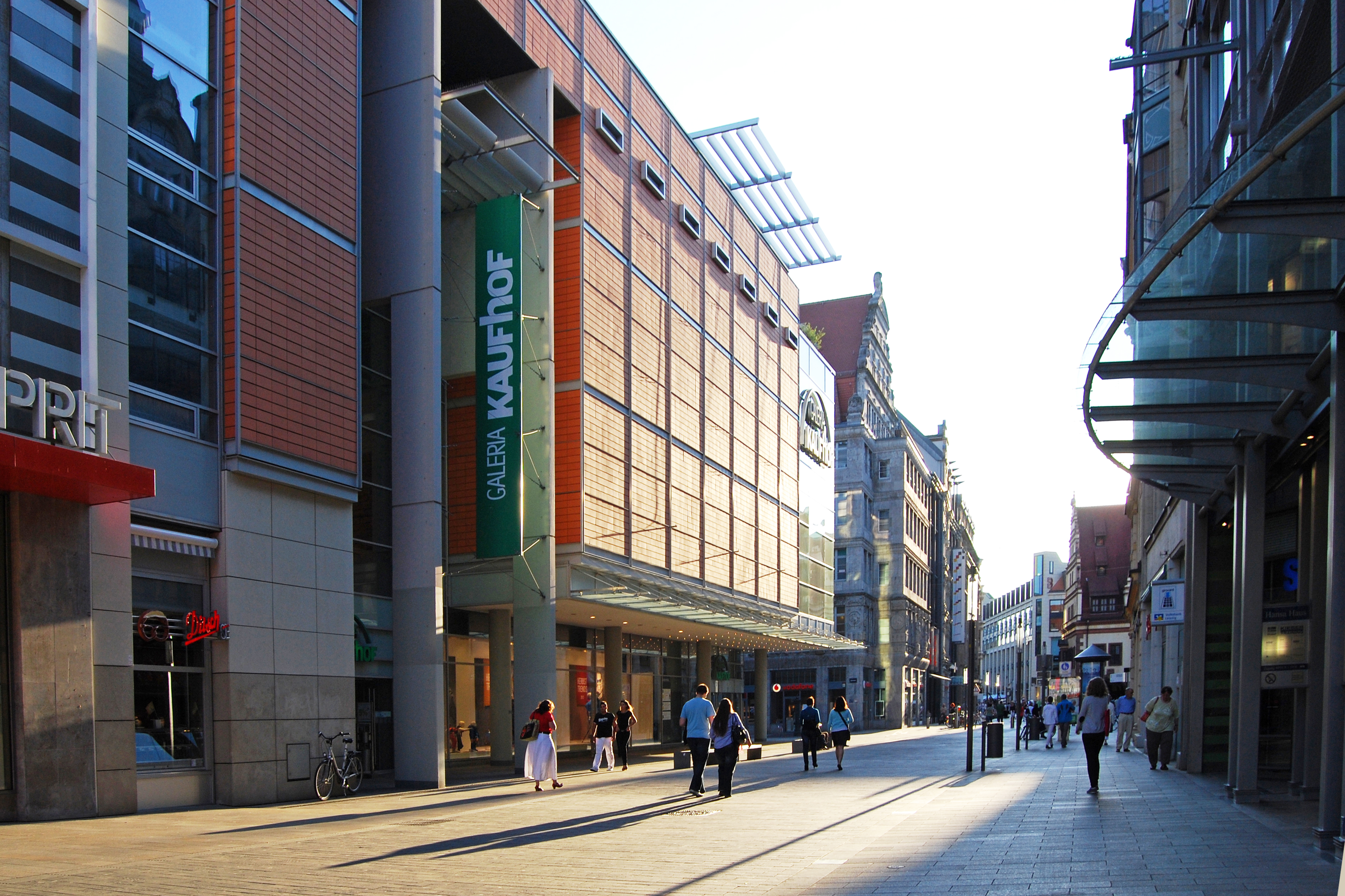
Galeria Kaufhof in der Grimmaischen Straße (2012)
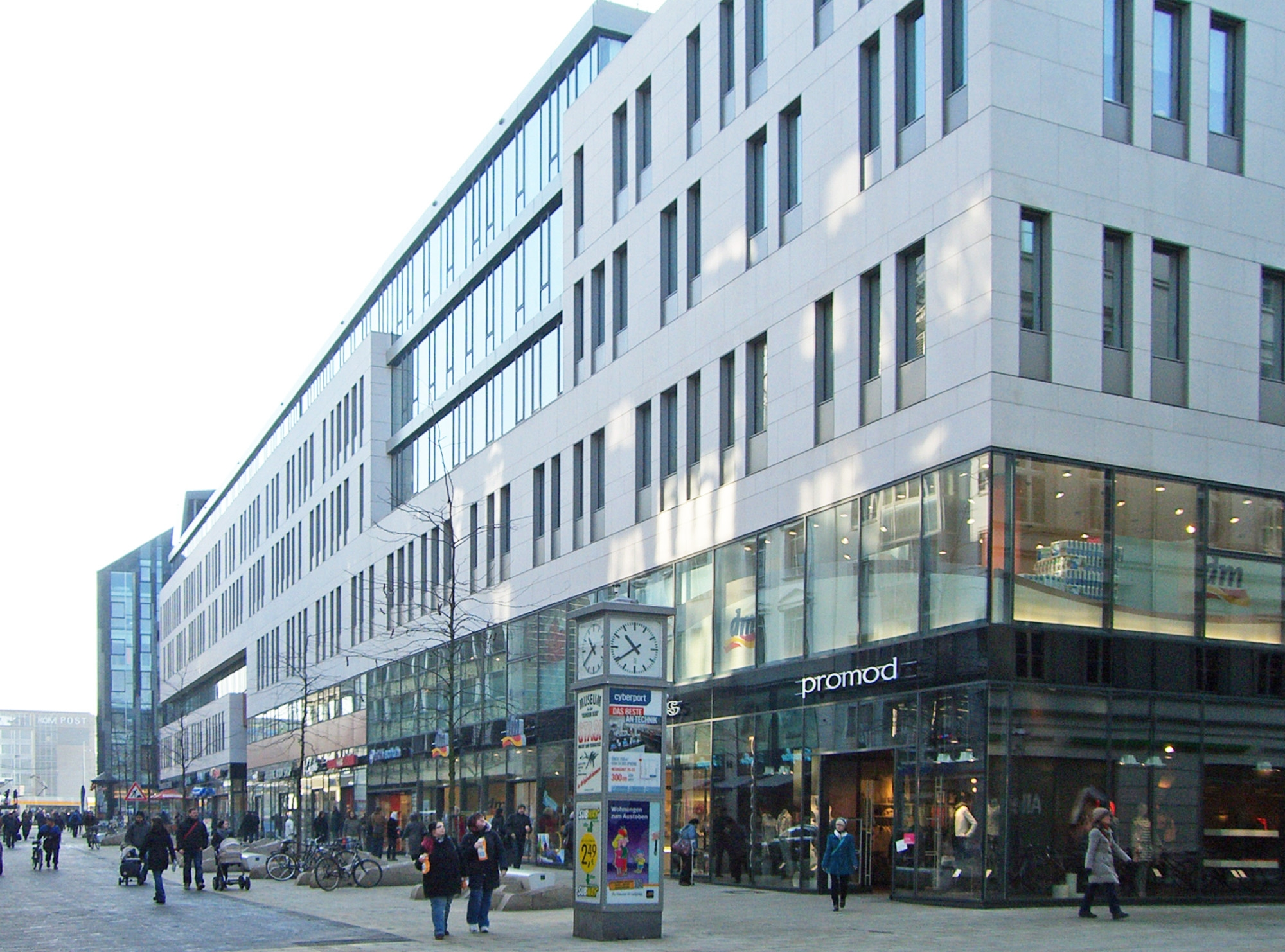
Institutsgebäude der Universität zwischen Universitätsstraße und Augustusplatz (2013)
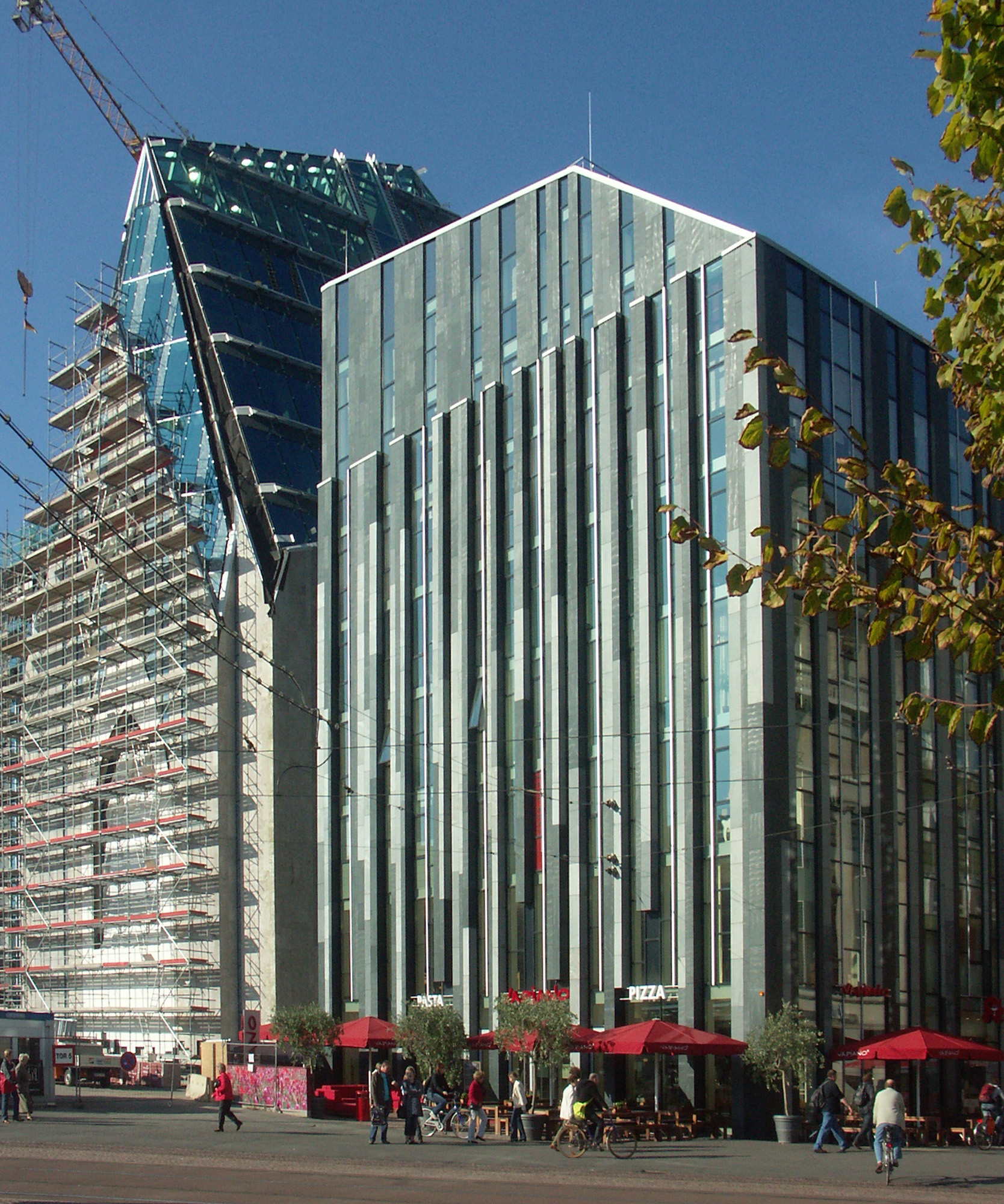
Nachfolgebau des Café français bzw. Café Felsche (2010)

## Sonstiges
Die Grimmaische Straße ist Bestandteil des jährlich stattfindenden Leipziger Weihnachtsmarkts.